# Wheatland (Wyoming)
Wheatland liegt im Südosten des US-Bundesstaats Wyoming im Platte County an der Interstate 25. Die Stadt ist Sitz der Countyverwaltung (County Seat) vom Platte County. Das U.S. Census Bureau hat bei der Volkszählung 2020 eine Einwohnerzahl von 3.588 ermittelt.

## Demografie
Laut der Volkszählung 2010 verteilten sich die 3627 Einwohner auf 1657 Haushalte. Die Bevölkerungsdichte lag bei 329,7 Einw./km². 95,1 % bezeichneten sich als Weiße, 0,1 % als Afroamerikaner, 0,4 % als Indianer, 0,7 % als Asian Americans, 2,1 % gaben die Angehörigkeit zu einer anderen Ethnie und 1,6 % zu mehreren Ethnien an. 7,4 % der Bevölkerung bestand aus Hispanics oder Latinos.
Im Jahr 2010 lebten in 25 % aller Haushalte Kinder unter 18 Jahren sowie 35,7 % aller Haushalte Personen mit mindestens 65 Jahren. 58,8 % der Haushalte waren Familienhaushalte (bestehend aus verheirateten Paaren mit oder ohne Nachkommen bzw. einem Elternteil mit Nachkomme). Die durchschnittliche Größe eines Haushalts lag bei 2,13 Personen und die durchschnittliche Familiengröße bei 2,78 Personen.
22,5 % der Bevölkerung waren jünger als 20 Jahre, 21,3 % waren 20 bis 39 Jahre alt, 27,7 % waren 40 bis 59 Jahre alt und 28,4 % waren mindestens 60 Jahre alt. Das mittlere Alter betrug 45,4 Jahre. 48,7 % der Bevölkerung waren männlich und 51,3 % weiblich.
Das durchschnittliche Jahreseinkommen lag bei 38.837 $, dabei lebten 12,8 % der Bevölkerung unter der Armutsgrenze.

## Sehenswürdigkeiten
Wheatland ist eine sehr gepflegte Kleinstadt, hat allerdings kaum Sehenswürdigkeiten. Etwa 30 Meilen nordöstlich befindet sich das historische Fort Laramie nahe der Stadt Fort Laramie und ebenfalls in der Nähe befindet sich die Kleinstadt Guernsey.

## Persönlichkeiten
- James Geringer (* 1944), ehemaliger Gouverneur von Wyoming, hier geboren